# 普卡薩亞山 (莫克瓜大區)
16°27′33″S 70°56′10″W / 16.45917°S 70.93611°W
普卡薩亞山（Pucasaya），是秘魯的山峰，位於該國南部莫克瓜大區的桑切斯將軍山省，屬於安第斯山脈的一部分，處於薩利納斯湖東南面，海拔高度5,320米。